# Michał Nowak (koszykarz)
Michał Nowak (ur. 27 września 1980) – polski koszykarz na pozycji skrzydłowego w zespole Spójni Stargard (1997–2001); w zespole AZS Szczecin zakończył karierę (2001–2003).

## Życiorys
Michał Nowak urodził się 27 września 1980. W roku 1998 w wieku 19 lat rozpoczął treningi w ekstraklasowym (PLK) zespole Komfort Forbo Stargard, gdzie w sezonie 1998/1999 zagrał w 1 meczu. W sezonie 1999/2000 rozegrał w stargardzkim zespole 8 meczów. W roku 2000 rozpoczął sezon 2000/2001 dalej w stargardzkiej drużynie, gdzie uczestniczył w 8 spotkaniach. W sezonie 2001/2002 zagrał w Spójni Stargard w 14 meczach. W Stargardzie rozegrał w ekstraklasie 31 spotkań, po czym w roku 2002 zadebiutował w pierwszoligowym SKK Szczecin z trenerami: Czesław Daś, Tomasz Cichocki, następnie Józef Pawłowicz i Nikołaj Tanasejczuk, gdzie zagrał w 26 meczach, a ostatecznie jego drużyna spadła do II ligi. W sumie w swojej karierze zanotował 57 meczów i zdobył 242 pkt. ze średnią 4,2.

## Osiągnięcia
Na podstawie, o ile nie zaznaczono inaczej.

### Drużynowe
- VIII miejsce PLK (1999)
- VIII miejsce PLK (2000)
- V miejsce PLK (2001)
- VIII miejsce PLK (2002)

## Historyczne składy Michała Nowaka (zawodnik)

### Sezon 1998/1999 (rozgrywki w PLK)
Michał Nowak zadebiutował w stargardzkim zespole w 1998.
Skład z lat 1998/1999:
| Nr | Poz. | Nar.              | Nazwisko i imię    | Data urodzenia | Wzrost | Masa ciała |
| -- | ---- | ----------------- | ------------------ | -------------- | ------ | ---------- |
| 4  | R    | Polska            | Kościuk, Robert    | 1969-01-17     | 186 cm |            |
| 9  | S    | Polska            | Krzemiński, Łukasz | 1980-06-16     | 201 cm |            |
| 7  | S    | Polska            | Cieliński, Marek   | 1969-04-25     | 198 cm |            |
| 10 | S/C  | Polska            | Molenda, Andrzej   | 1975-02-07     | 203 cm |            |
| 8  | S/R  | Stany Zjednoczone | Upshaw, Kelvin     | 1959-12-16     | 188 cm |            |
| 6  | C    | Stany Zjednoczone | Stern, Jeff        | 1968-08-24     | 208 cm |            |
| 13 | C    | Polska            | Grudziński, Wiktor | 1978-04.-9     | 207 cm |            |
| 14 | S    | Polska            | Morkowski, Robert  | 1974-08-21     | 200 cm |            |
| 15 | S    | Polska            | Wiekiera, Paweł    | 1978-01-14     | 205 cm |            |
| 3  | S    | Polska            | Kurkianiec, Kamil  | 1980-01-13     | 190 cm |            |
| 5  | R    | Litwa             | Aidietis, Giedrius | 1974-03-12     | 206 cm |            |
| 11 | S    | Polska            | Nowak, Michał      | 1980-09-27     | 198 cm |            |

Trener:  Tadeusz Aleksandrowicz
 Asystenci: Mieczysław Major

### Sezon 1999/2000 (rozgrywki w PLK)
Michał Nowak w sezonie 1999/2000 grał w Spójni w PLK w składzie:

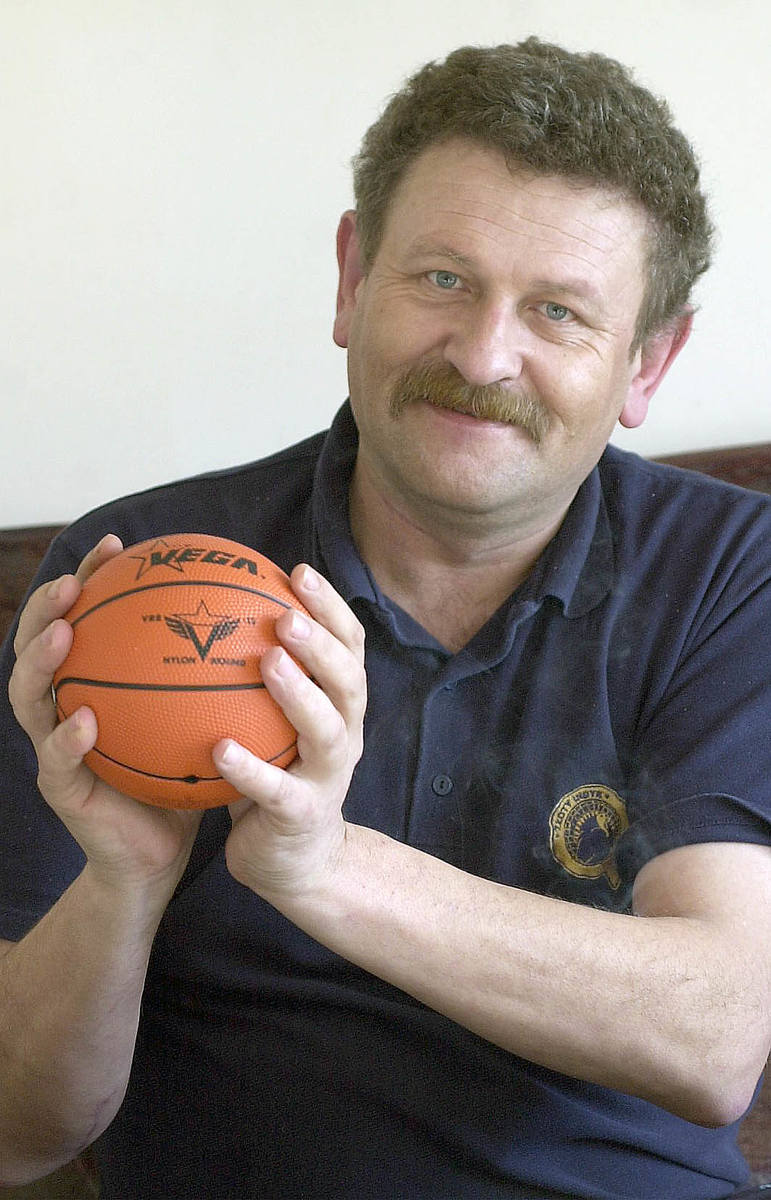
Czesław Daś był trenerem Michała Nowaka

Skład z lat 1999/2000:
| Nr | Poz. | Nar.                | Nazwisko i imię      | Data urodzenia | Wzrost | Masa ciała |
| -- | ---- | ------------------- | -------------------- | -------------- | ------ | ---------- |
| 15 | S    | Polska              | Wiekiera, Paweł      | 1978-01-14     | 205 cm |            |
| 13 | C    | Polska              | Grudziński, Wiktor   | 1978-04.-9     | 207 cm |            |
| 14 | S    | Polska              | Morkowski, Robert    | 1974-08-21     | 200 cm |            |
| 3  | S    | Polska              | Kurkianiec, Kamil    | 1980-01-13     | 190 cm |            |
| ?  | C    | Polska              | Bigus, Rafał         | 1976-07-12     | 215 cm |            |
| ?  | ?    | Stany Zjednoczone   | McGruder, Prentice   | 1974           | 192 cm |            |
| 9  | S    | Polska              | Krzemiński, Łukasz   | 1980-06-16     | 201 cm |            |
| 11 | S    | Polska              | Nowak, Michał        | 1980-09-27     | 198 cm |            |
| 7  | O    | Polska              | Nizioł, Piotr        | 1969-01-15     | 190 cm |            |
| ?  | S    | Polska              | Słomiński, Adam      | 1980           | 202 cm |            |
| 10 | O    | Polska              | Liśkiewicz, Marcin   | 1981           | 192 cm |            |
| 8  | S    | Serbia i Czarnogóra | Pokrajac, Damir      | 1966-10-21     | 205 cm |            |
| 6  | S    | Litwa               | Staskunas, Paulius   | 1974-05-20     | 198 cm |            |
| ?  | O    | Stany Zjednoczone   | Wilson, Marcus       | 1977-08-08     | 191 cm |            |
| ?  | S/C  | Polska              | Ziółkowski, Wojciech | 1972-04-26     | 205 cm |            |

Trener:  Tadeusz Aleksandrowicz
 Asystenci: Mieczysław Major